# Pityriasis rosé de Gibert
Pour les articles homonymes, voir Gibert et Pityriasis.
 Mise en garde médicale

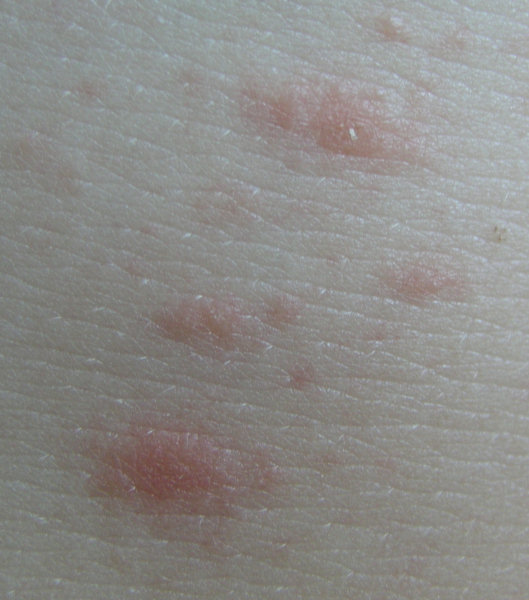
Détail des lésions.

Le pityriasis rosé de Gibert est une dermatose bénigne, d'apparition aiguë, caractérisée par une dermatose érythémato-squameuse. Elle tient son nom de Camille-Melchior Gibert (1797-1866), dermatologue français qui décrivit cette affection en 1860. Sa cause reste indéterminée même si on suppose qu'elle est infectieuse, possiblement virale. Le traitement est la plupart du temps inutile, la maladie disparaissant spontanément en trois à six semaines. Des antihistaminiques peuvent être prescrits par le médecin pour la démangeaison de la dermatose. La maladie n'est pas ou très faiblement contagieuse.

## Clinique
Cette dermatose d'évolution cyclique en 6 semaines, de pronostic toujours bénin, d'apparition saisonnière (printemps-automne), chez des jeunes (entre 10 et 30 ans) le plus souvent de sexe féminin, se caractérise par :
- l'apparition d'une plaque initiale dite « de Brocq » (herald patch des anglo-saxons) ;
- qui siège en général sur le thorax ;
- et donne une lésion caractéristique par sa nette délimitation et son individualisation en deux zones :
  - une zone centrale claire, « chamois » d'aspect fripée ou gaufrée,
  - une zone périphérique rougeâtre bordée d'une fine desquamation blanchâtre à sa limite interne,
- l'éruption suit cette plaque au bout de quelques jours. Elle est constituée de médaillons rappelant la plaque initiale, de taches lenticulaires plus petites mais au centre toujours gaufré. Elle respecte en règle générale le visage et les extrémités. Elle n'est pas ou peu prurigineuse. Elle se dispose de façon symétrique sur le thorax, l'abdomen, les flancs, la racine des membres.

La lésion initiale est unique dans environ un cas sur deux.
Les lésions disparaissent spontanément en moins de six semaines.
Dans un cas sur deux l'éruption est précédée de symptômes évocateurs d'une infection respiratoire.
Les récidives sont rares.

## Examens complémentaires
La biopsie des lésions ne montre pas de lésions spécifiques.
Il doit faire pratiquer une sérologie combinée VIH et une sérologie syphilis, qui sont des diagnostics différentiels.

## Traitement
Dans la majorité des cas, aucun traitement n'est nécessaire. Il faut éviter toute application de produits pouvant être irritants tels que les savons antiseptiques, acides, ou les pommades grasses .
En cas de démangeaison légère, un émollient est indiqué. En cas de forte démangeaison, un antihistaminique H1 et des dermocorticoïdes de classe II ou III peuvent être prescrits .
L'exposition solaire a un effet favorable si elle a lieu au début de l’éruption, lors de la phase d'extension des lésions. Son inconvénient est le risque d'une hyperpigmentation des lésions, d'autant plus que la peau est foncée.

## Causes
Les causes sont incertaines. Une origine virale est couramment admise, mais le virus en cause ne fait pas l'unanimité dans la communauté des chercheurs : les infra herpès virus humains 6 et 7 (HHV6 et HHV7) seraient impliqués, mais leurs rôles respectifs sont encore à déterminer (le HHV7 aurait le rôle prépondérant, tandis que le rôle du HHV6 est moins évident).
Il existe une réponse positive à l'érythromycine administrée par voie orale pendant 14 jours en doses fractionnées, suggérant une piste bactérienne. Plusieurs médicaments peuvent entraîner des lésions proches de celle d'un pityriasis.

## Fréquence
Cette maladie est assez fréquente pour se voir régulièrement en médecine générale. Elle semble souvent être retrouvée au début du printemps, et en automne, mais peut apparaître toute l'année.

## Diagnostic différentiel
- Syphilis
- Eczéma
- Psoriasis et parapsoriasis en gouttes
- Urticaire
- Dermatomycose
- Herpès
- érythème chronique migrant
- Primo infection VIH